# Gilbertiodendron maximun
Gilbertiodendron maximun es una especie de árbol perteneciente a la familia de las fabáceas, descubierto en los bosques lluviosos de Gabón, Camerún y Congo en 2015 e inmediatamente calificado como en peligro de extinción. Algunos de los ejemplares de esta especie pueden alcanzar alrededor de 45 metros de altura, superando las 100 toneladas de peso.
Algunas de sus características son las estípulas en pares, hojas paripinnadas de hasta 38 × 29 cm; pecíolo de 8 a 23 mm de largo, 2 - 4 mm de diámetro, e inflorescencias desconocidas. Las flores también se desconocen y los frutos son oblongos, de color marrón.